# Хонделенский сумон
Хонделенский сумон — административно-территориальная единица (сумон) и муниципальное образование со статусом сельского поселения в Барун-Хемчикском кожууне Тывы Российской Федерации.
Административный центр и единственный населённый пункт сумона — село Хонделен.

## Население
| 2017 | 2018 |
| ---- | ---- |
| 566  | ↘564 |